# Robert W. Scribner
Robert William Scribner (* 9. Juni 1941 in Sydney; † 29. Januar 1998 in Arlington) war ein australischer Historiker.
Robert W. Scribner machte den Bachelor und Master an der Universität Sydney. Der Ph.D. folgte 1970 bei Geoffrey Dickens mit einer Studie über die Reformation Erfurt in Past & Present an der University of London. Seine erste Lehrstelle folgte am Polytechnikum in Portsmouth. Von 1979 bis 1981 lehrte er am King’s College London. Anschließend lehrte Scribner als Fellow am Clare College, wo er zusammen mit Patrick Collinson und Peter Burke einer der Begründer für Frühneuzeitforschung wurde. 1996 wurde er auf den Lehrstuhl für Religionsgeschichte an die Harvard University berufen. Sein Arbeitsschwerpunkt war die deutschsprachige Reformation. Für den akademischen Unterricht übersetzte er jahrelang zahlreiche Quellen über den Bauernkrieg in Deutschland ins Englische. Aus der Arbeit ging die Quellensammlung The German Peasants’ War. A history in documents hervor.

## Schriften
Monografien
- mit Gerhard Benecke: The German Peasant War 1525. New Viewpoints. George Allen & Unwin, London u. a. 1979, ISBN 0-04-900031-4.
- For the sake of simple folk. Popular propaganda for the German Reformation (= Cambridge studies in oral and literate culture. Bd. 2). Cambridge University Press, Cambridge 1981, ISBN 0-521-24192-8.

Aufsatzsammlung
- Religion und Kultur in Deutschland 1400–1800 (= Veröffentlichungen des Max-Planck-Instituts für Geschichte. Bd. 175). Herausgegeben von Lyndal Roper. Aus dem Amerikanischen von Wolfgang Kaiser. 2. Auflage, Vandenhoeck & Ruprecht, Göttingen 2006, ISBN 3-525-35171-2.

Herausgeberschaften
- Bilder und Bildersturm im Spätmittelalter und in der frühen Neuzeit (= Wolfenbütteler Forschungen. Bd. 46). Harrassowitz, Wiesbaden 1990, ISBN 3-447-03037-2.